# Гладиатор 2
«Гладиатор 2» (англ. Gladiator II) — исторический художественный фильм режиссёра Ридли Скотта, сиквел картины «Гладиатор». Главные роли в нём сыграли Пол Мескал, Дензел Вашингтон, Конни Нильсен, Дерек Джекоби, Педро Паскаль. Фильм вышел на экраны 19 ноября 2024 года.

## Сюжет
Действие фильма происходит через 16 лет после смерти Марка Аврелия, когда Римом правят братья Каракалла и Гета. Сын Луциллы Луций живёт неузнанным в последнем свободном городе Нумидии. Этот город берёт штурмом римская армия под командованием Марка Акация (мужа Луциллы), Луций теряет в бою жену, попадает в плен и становится гладиатором. В первый же день игр Луцилла узнаёт сына. Хозяин Луция Макрин выясняет, что Луцилла и Акаций организовали республиканский заговор, и рассказывает об этом императорам, благодаря чему становится их доверенным лицом.
Акация отправляют на арену Колизея, где ему приходится сражаться с Луцием. Он намеренно уступает противнику, чтобы не навредить сыну жены, но и Луций отказывается от своей мести. По приказу Геты Акация расстреливают из луков, что вызывает в Риме волнения. Макрин использует это, чтобы подтолкнуть Каракаллу к братоубийству. Устранив Гету, тот назначает Макрина вторым консулом и командиром преторианской гвардии.
Луций хочет освободить Рим от коррупции и террора, а потому поручает своему другу доктору Рави передать армии Акация, дислоцированной в Остии, приказ идти на Рим. Сам он в последний день гладиаторских игр вынужден защищать Луциллу от преторианцев. Луций поднимает восстание заключённых и захватывает Колизей, но Луцилла погибает на его глазах от стрелы Макрина, который также убивает и Каракаллу, захватив власть над империей.
Макрин ведёт преторианскую гвардию против армии Акация. Луций, жаждая отомстить ему за убийство матери, бросается за ним в погоню, настигает и между ними начинается поединок, в котором Макрин гибнет. Далее Луций произносит речь, в которой апеллирует к мечте Марка Аврелия о «справедливом Риме». Таким образом он предотвращает гражданскую войну.

## В ролях
- Пол Мескал — Луций
- Юваль Гонен — Аришат
- Дензел Вашингтон — Макрин
- Конни Нильсен — Луцилла
- Дерек Джекоби — сенатор Гракх
- Тим Макиннерли — сенатор Фракс
- Джозеф Куинн — император Гета
- Фред Хехингер — император Каракалла
- Педро Паскаль — Марк Акаций
- Алек Утгофф — Дарий
- Мэй Каламави — конкубина Макрина
- Рори Макканн — префект претория
- Лиор Раз — ланиста Вигго
- Питер Менса — гладиатор-нумидиец Джубарта
- Александр Карим[англ.] — рудиарий и доктор Рави
- Ян Гаэль — Бостар
- Мэтт Лукас — распорядитель церемонии

## Создание
Впервые о планах снять продолжение «Гладиатора» стало известно в июне 2001 года. Тогда речь шла о приквеле или сиквеле, сценаристом, как и в первом «Гладиаторе», мог стать Дэвид Францони. В 2002 году было объявлено о начале работы над сиквелом по сценарию Джона Логана. Действие фильма должно было происходить 15 лет спустя: Римом тогда правили преторианцы, Луций пытался узнать правду о своём биологическом отце. Францони подписал контракт об участии в проекте в качестве продюсера вместе с Дугласом Уиком и Уолтером Парксом. В декабре 2002 года стало известно, что фильм покажет и более ранние по отношению к первому «Гладиатору» события, касающиеся происхождения Луция, и более поздние, в которых примет участие воскресший Максимус. Продюсеры и Рассел Кроу намеревались выстроить действие в соответствии с древнеримскими представлениями о загробной жизни. К сентябрю 2003 года сценарий был дописан, Ридли Скотт подтвердил, что Луций станет центральным персонажем фильма.
В мае 2006 года Скотт признал, что сюжет фильма остаётся непрояснённым, хотя работа над проектом продолжается. По словам режиссёра, Кроу, думая над тем, как вернуть Максимуса к жизни, готов был отдать предпочтение фэнтезийным мотивам, а сам Скотт считает более обоснованным историко-фантастический подход. Нуждаясь в более сложном сценарии с показом имперской коррупции, Скотт заказал черновой вариант Нику Кейву. Этот вариант был написан под рабочим названием «Убийца Христа». Максимус в нём оказывается в чистилище, но воскресает как бессмертный вечный воин и отправляется на Землю, чтобы, убив Иисуса Христа и его учеников, остановить распространение христианства. Во время выполнения этой миссии Максимуса обманом заставляют убить собственного сына. Затем главный герой, обречённый на вечную жизнь, участвует в крестовых походах, Второй мировой войне и войне во Вьетнаме, а в финале оказывается сотрудником современного Пентагона. Сценарий Кейва был в конечном счете отклонён. Студия DreamWorks Pictures в 2006 году была продана Paramount Pictures вместе с правами на продолжение «Гладиатора», и разработку сиквела из-за этого остановили.
В ноябре 2018 года Paramount одобрила проект. Студия начала переговоры со Скоттом о том, чтобы он стал режиссёром и одним из продюсеров (вместе с Дугом Уиком, Люси Фишер, Уолтером Парксом и Лори Макдональд). Проект должен стать совместным предприятием Paramount, Scott Free Productions и Parkes/MacDonald Productions с Universal в качестве партнёра. В июне 2019 года продюсеры рассказали об итоговом варианте сценария: по их словам, действие будет происходить через 25-30 лет после событий первого фильма, а центральным персонажем станет Луций. В сентябре 2021 года Скотт заявил, что работа над сценарием продолжается и что он намерен заняться съёмками после завершения работы над «Наполеоном». В декабре 2022 года в СМИ появились сообщения о том, что съёмки «Гладиатора 2» начнутся в ближайшее время в Марокко. В феврале 2023 года стала известна запланированная дата выхода в прокат — 22 ноября 2024 года. Съёмки были приостановлены в июле в связи с забастовкой SAG-AFTRA 2023 года. После забастовки съёмки возобновились в декабре 2023 года и закончились в январе 2024 года.
В сентябре 2024 года Ридли Скотт рассказал, что у фильма может появиться продолжение.

## Восприятие
Картина получила две номинации на премию «Золотой глобус» 2025 года — сам фильм за лучшие кинематографические и кассовые достижения, а Дензел Вашингтон в роли Макрина за лучшую мужскую роль второго плана в кинофильме; однако наград не выиграла.